# Domine, non sum dignus
Het Domine, non sum dignus of Heer, ik ben niet waardig is een gebed waarbij de gelovige zijn onwaardigheid belijdt. Dit gebed wordt tezamen met de priester uitgesproken na het Agnus Dei en voor het nuttigen van de communie.
Dit gebed wordt van oudsher uitgesproken met de hand op de borst en een gebogen hoofd. De liturgische houding tijdens dit gebed is altijd knielend.
De tekst is ontleend aan de uitspraak van de honderdman in Mattheüs 8:8.
| Latijn | Nederlands (Mis van Paus Paulus VI) |
| --- | --- |
| Priester: Ecce Agnus Dei, ecce qui tollit peccata mundi.. Gelovigen:. Domine, non sum dignus, ut intres sub tectum meum. sed tantum dic verbo, et sanabitur anima mea. (3 maal). Priester (tijdens communie). Corpus Domini nostri Jesu Christi custodiat. animam tuam in vitam aeternam. Amen. | Priester: Zalig zij die genodigd zijn aan de maaltijd des Heren. Ziet het Lam Gods, Dat wegneemt de zonden der wereld. Gelovigen: Heer, ik ben niet waardig, dat Gij tot mij komt. maar spreek slechts één woord en ik zal gezond worden. Priester: Het Lichaam en Bloed van onze Heer Jezus Christus beware uw ziel ten eeuwigen leven. Amen. |